# Kanton Montpellier-2
Kanton Montpellier-2 is een kanton van het Franse departement Hérault. Het kanton maakt deel uit van het arrondissement Montpellier.

## Gemeenten

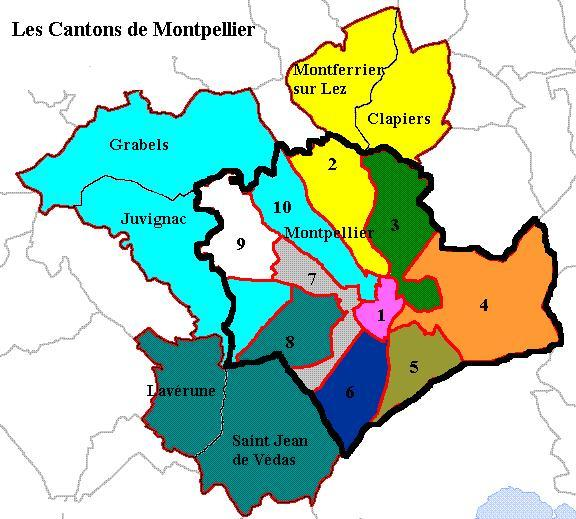
Kantons van Montpellier voor 2015

Het kanton Montpellier-2 omvatte tot 2014 de volgende gemeenten:
- Clapiers
- Montferrier-sur-Lez
- Montpellier (deels, hoofdplaats)

De volgende wijken van Montpellier maakten deel uit van dit kanton:
- Boutonnet
- Universités
- Plan des 4 Seigneurs
- Saint Charles
- IUT
- Veyrassi
- Vert-Bois

Na de herindeling van de kantons bij decreet van 26 februari 2014,  met uitwerking op 22 maart 2015, omvat het kanton enkel nog een noordoostelijk deel van Montpellier.